# Von der Goltz

Wapen Goltz

Von der Goltz is een adellijk, uit Mark Brandenburg afkomstig geslacht.

## Geschiedenis
De familienaam Goltz wordt in 1297 voor het eerst vermeld in een oorkonde waarin Arnoldus de Golitzen genoemd wordt. In de 14e eeuw ontstonden twee takken, de zwarte of Claufdorfsche lijn en de witte of Heirichsdorfsche, de Brandenburger.
Vanaf 1634 vond verheffing in de adel van het Heilige Roomse Rijk plaats. Verheffing of erkenning vond in Pruisen voor verschillende takken plaats tot aan 1912. In Frankrijk vond een verheffing plaats in 1653. Ook voor natuurlijke erkende of adoptiefkinderen van leden van de familie Von der Goltz vond tussen 1678 en 1861 adelsverheffing plaats.
Nadat in Pruisen koning Friedrich Wilhelm II de troon had bestegen, werd een nazaat van Johann von der Goltz, Wilhelm Bernhard von der Goltz, verheven tot graaf. Deze trouwde met de Nederlandse Cornelia Jacobine Steengracht. Hun enige zoon Frederik Adriaan van der Goltz (1770-1849), werd bij souverein besluit van 28 augustus 1814 erkend als edele van Zeeland met homologatie van de titel van graaf (op allen), en werd in 1816 opgenomen in de Ridderschap van Zeeland (akte van bewijs 20 november 1816). Hiermee gingen hij en zijn nageslacht tot de Nederlandse adel behoren onder de naam Van der Goltz. In 1844 bedankte hij voor de ridderschap.
Op 9 mei 1789 werd Leopold Heinrich von der Goltz, uit het huis Heinrichsdorf, broer van Wilhelm Bernhard Graf von Goltz, Pruisisch gezant in Sint-Petersburg, in de Pruisische gravenstand verheven. Diens natuurlijke zoon Karl Friedrich Heinrich von der Goltz verkreeg op 3 maart 1787 adelslegitimatie en werd met zijn vader in 1789 verheven tot graaf. Hij werd de stamvader van het sinds 1787 adellijke geslacht Von der Goltz (1787).

## Telgen uit de Heinrichsdorfer tak

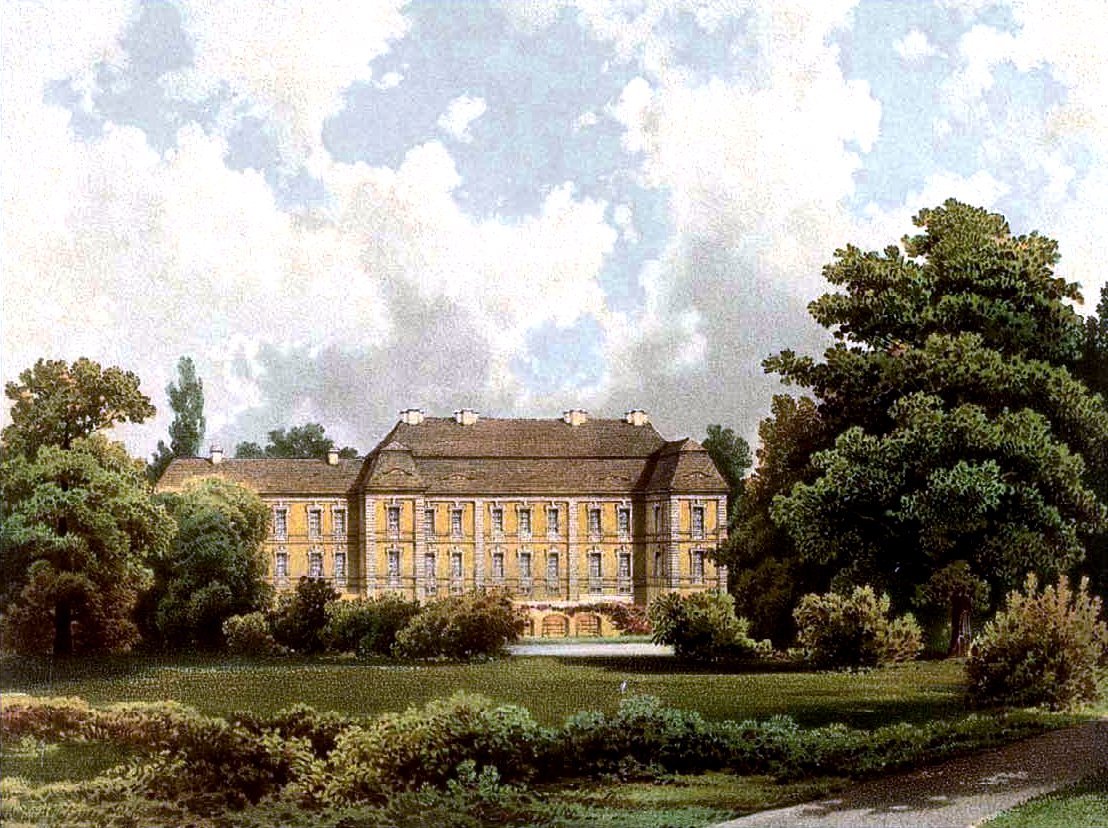
Slot Heinrichsdorf 1860

- Rittmeister Henning Bernhardt Freiherr von der Goltz (1681-1734), heer van Heinrichsdorf (Pools Siemczyno)
  - Georg Konrad von der Goltz (1704-1747), Pruisische generaal-majoor, drager van de Pour le Mérite,
    - (Wilhelm) Bernard Graf von der Goltz, heer van Mellenthin (1738-1795), generaal-majoor en Pruisisch, vleugel-adjudant en gezant in St. Petersburg en Parijs, 19 november 1786 in de gravenstand verheven; trouwde in 1768 op slot Moyland met Cornelia Jacoba Steengracht, vrouwe van Wehl, Slangenburg en Oost- en West-Souburg (1752-1821), lid van de familie Steengracht
      - Frederik Adriaan graaf van der Goltz (1770-1849), luitenant-generaal, gouverneur der Residentie, onder Willem I minister van Oorlog, stamvader van het Nederlandse geslacht Van der Goltz

    - Karl Franz Graf von der Goltz (1740-1804), Pruisische minister van oorlog, 9 mei 1789 in de gravenstand verheven
    - Leopold Heinrich Graf von der Goltz (1745-1816). Pruisische generaal-luitenant en gezant in St. Petersburg, 9 mei 1789 in de gravenstand verheven
      - Karl Friedrich Heinrich Graf von der Goltz (1775-1822), natuurlijke zoon, Pruisische generaal-luitenant en gezant in Frankrijk, stamvader van het sinds 1787 adellijke geslacht Von der Goltz (1787).